# Abelardo González
Pour les articles homonymes, voir González.
Ángel Abelardo González Bernardo, né à Sotrondio (commune de San Martín del Rey Aurelio), le 3 septembre 1944 et mort à le 5 mai 2021 à Valence, est un ancien footballeur espagnol des années 1960 et 1970.

## Biographie
Ángel Abelardo González Bernardo débuta comme gardien de but en 1963, en deuxième division avec le club de Unión Popular de Langreo, sans rien remporter. Il fut ensuite transféré au Valence CF. De 1964 à 1974, il remporta une coupe d'Espagne en 1967, une Liga en 1971 et le trophée Zamora la même année, car il n'encaissa que 19 buts en 30 matchs. Convoqué avec la sélection espagnole, il ne connut aucune sélection avec la Roja. Il finit sa carrière au Sporting de Gijón, pendant deux saisons (1974-1976), sans rien remporter.

## Carrière
- 1963-1964 :  Unión Popular de Langreo
- 1964-1974 :  Valence CF
- 1974-1976 :  Sporting de Gijón

## Palmarès
- Trophée Zamora
  - Récompensé en 1971
- Championnat d'Espagne de football
  - Champion en 1971
  - Vice-champion en 1972
- Coupe d'Espagne de football
  - Vainqueur en 1967
  - Finaliste en 1970, en 1971 et en 1972